# Campanario (Guerrero)
Campanario es una localidad del estado mexicano de Guerrero. Es parte del municipio de Acapulco de Juárez.

## Demografía
| Gráfica de evolución demográfica |
|                                  |

| Censo | Población |
| ----- | --------- |
| 1900  | 90        |
| 1910  | 313       |
| 1921  | —         |
| 1930  | 117       |
| 1940  | 70        |
| 1950  | —         |
| 1960  | 812       |
| 1970  | 639       |
| 1980  | 512       |
| 1990  | 864       |
| 2000  | 1 000     |
| 2010  | 1 213     |
| 2020  | 1 459     |